# Superradianza
In fisica, la superradianza è l'effetto di potenziamento della radiazione in diversi contesti, tra cui la meccanica quantistica, l'astrofisica e la relatività.

## Ottica quantistica
In ottica quantistica, la superradianza è un fenomeno che si verifica quando un gruppo di N emettitori, come gli atomi eccitati, interagiscono con un campo di luce comune. Se la lunghezza d'onda della luce è molto maggiore rispetto alla separazione degli emettitori, allora gli emettitori interagiscono con la luce in modo collettivo e coerente.  Ciò fa sì che il gruppo emetta luce come impulso ad alta intensità (con velocità proporzionale a N 2 ). Questo è un risultato sorprendente, drasticamente diverso dal previsto decadimento esponenziale (con velocità proporzionale a N) di un gruppo di atomi indipendenti (vedi emissione spontanea). Da allora la superradianza è stata dimostrata in un'ampia varietà di sistemi fisici e chimici, come array di punti quantici e aggregati J. Questo effetto è stato utilizzato per produrre un laser superradiante.

## Superradianza rotazionale
Il superradiamento rotazionale è associato all'accelerazione o al movimento di un corpo vicino (che fornisce l'energia e la quantità di moto per l'effetto). A volte è anche descritto come la conseguenza di un differenziale di campo "efficace" attorno al corpo (ad esempio l'effetto delle forze di marea). Ciò consente a un corpo con una concentrazione di momento angolare o lineare di spostarsi verso uno stato di energia inferiore, anche quando non esiste un meccanismo classico ovvio perché ciò accada. In questo senso, l'effetto ha alcune somiglianze con il tunneling quantistico (es. la tendenza di onde e particelle a "trovare un modo" per sfruttare l'esistenza di un potenziale energetico, nonostante l'assenza di un ovvio meccanismo classico perché ciò avvenga).
- Nella fisica classica, ci si aspetta normalmente che il movimento o la rotazione di un corpo in un mezzo particolato determini il trasferimento di quantità di moto ed energia alle particelle circostanti, e vi è quindi una maggiore probabilità statistica che le particelle vengano scoperte seguendo traiettorie che implicano la rimozione di slancio dal corpo.
- In meccanica quantistica, questo principio è esteso al caso di corpi che si muovono, accelerano o ruotano nel vuoto - nel caso quantistico, si dice che le fluttuazioni quantistiche con vettori appropriati sono allungate e distorte e fornite di energia e quantità di moto dal movimento del corpo vicino, con questa amplificazione selettiva che genera radiazioni fisiche reali intorno al corpo.

Laddove una descrizione classica di una sfera senza peso isolata rotante nel vuoto tenderà a dire che la sfera continuerà a ruotare indefinitamente, a causa della mancanza di effetti di attrito o di qualsiasi altra forma di accoppiamento ovvio con il suo ambiente liscio e vuoto, secondo la meccanica quantistica la regione del vuoto circostante non è completamente liscia e il campo della sfera può accoppiarsi con fluttuazioni quantistiche e accelerarle per produrre radiazioni reali. Ipotetici fronti d'onda virtuali con percorsi appropriati intorno al corpo vengono stimolati e amplificati in veri fronti d'onda fisici dal processo di accoppiamento. Le descrizioni a volte si riferiscono a queste fluttuazioni che "solleticano" il campo per produrre l'effetto.
Negli studi teorici sui buchi neri, l'effetto è talvolta descritto anche come la conseguenza delle forze di marea gravitazionali attorno a un corpo fortemente gravitante che separa coppie di particelle virtuali che altrimenti si annichilerebbero rapidamente a vicenda, per produrre una popolazione di particelle reali nella regione al di fuori del orizzonte.
La bomba del buco nero è un'instabilità esponenzialmente crescente nell'interazione tra un enorme campo bosonico e un buco nero rotante.

## Astrofisica e relatività
In astrofisica, un possibile esempio di superradiazione è la radiazione di Zel'dovich. Fu Yakov Zel'dovich che per primo descrisse questo effetto nel 1971. Igor Novikov, dell'Università di Mosca, sviluppò ulteriormente la teoria. Yakov Borisovich Zel'dovich ha selezionato il caso sotto l'elettrodinamica quantistica ("QED") in cui si prevede che la regione attorno all'equatore di una sfera metallica rotante emette radiazioni elettromagnetiche tangenzialmente e ha suggerito che il caso di una massa gravitazionale rotante, come un Il buco nero di Kerr dovrebbe produrre effetti di accoppiamento simili e dovrebbe irradiarsi in modo analogo.
Questo è stato seguito da argomenti di Stephen Hawking e altri, suggerendo che un osservatore accelerato vicino a un buco nero (ad esempio un osservatore attentamente abbassato verso l'orizzonte all'estremità di una corda) dovrebbe vedere la regione abitata dalla radiazione "reale", mentre per un lontano osservatore questa radiazione si direbbe "virtuale". Se l'osservatore accelerato vicino all'orizzonte degli eventi intrappola una particella vicina e la lancia all'osservatore distante per la cattura e lo studio, allora per l'osservatore distante, l'aspetto della particella può essere spiegato dicendo che l'accelerazione fisica della particella è cambiata da una particella virtuale a una particella "reale" (vedi radiazione di Hawking).
Argomenti simili valgono per i casi di osservatori in sistemi di riferimento accelerati (radiazione di Unruh). La radiazione di Cherenkov, radiazione elettromagnetica emessa da particelle cariche che viaggiano attraverso un mezzo particolato a una velocità superiore alla velocità nominale della luce in quel mezzo, è stata anche descritta come "superradianza del moto inerziale".
Ulteriori esempi di superradianza in ambienti astrofisici includono lo studio dei brillamenti di radiazione nelle regioni che ospitano i maser e dei lampi radio veloci. L'evidenza di superradianza in questi ambienti suggerisce l'esistenza di intense emissioni da stati di meccanica quantistica entangled, che coinvolgono un numero molto elevato di molecole, presenti ubiquitariamente in tutto l'universo e che coprono grandi distanze (ad esempio da pochi chilometri nel mezzo interstellare a possibilmente su diversi miliardi di chilometri ).
- Ottica quantistica
- Emissione spontanea
- Transizione di fase superradiante
- Radiazione di Hawking
- Effetto Unruh
- Radiazione Cherenkov
- Bomba buco nero